# Tugulymskij rajon
Il Tugulymskij rajon (in russo Тугулымский район?) è un distretto nell'oblast' di Sverdlovsk, in Russia. Entro i confini del distretto (rajon) si trova il distretto urbano Tugulymskij (Tugulymskij gorodskoj okrug, Тугулы́мский городской округ), una formazione municipale (municipal'noe obrazovanie) della regione. Il centro amministrativo è l'insediamento di tipo urbano di Tugulym.